# Melbourne, Arkansas
Melbourne là một thành phố thuộc quận Izard, tiểu bang Arkansas, Hoa Kỳ. Năm 2010, dân số của thành phố này là 1848 người.

## Dân số
- Dân số năm 2000: 1673 người.
- Dân số năm 2010: 1848 người.